# Phanerotoma fasciata
Phanerotoma fasciata är en stekelart som beskrevs av Léon Abel Provancher 1881. Phanerotoma fasciata ingår i släktet Phanerotoma och familjen bracksteklar. Inga underarter finns listade i Catalogue of Life.